# Брижит Говиньон
Брижит Говиньон (на френски: Brigitte Govignon) е френска издателка, директорка на издателство „La Martinière Beaux-Livres“, историчка на изкуството, редакторка на поредицата „La Petite Encyclopédie de…“ и писателка на произведения по история на изкуството.

## Произведения
- La petite encyclopédie de l'art (1997)[2][1]
- Que d'histoires ! (2000)
- L'ABCdaire du Louvre (2001)
Музей Лувър, изд.: „Унискорп“, София (2003), прев. Елена Константинова
- Le Japon (2001)
- La musique (2001)
- Une journée en Hollande au XVIIe siècle (2001)
- La petite encyclopédie de la photographie (2004)
- Caleçons, culottes & compagnie (2013)